# Maria Beatriu de Savoia
Maria Beatriu de Savoia   (Torí, 6 de desembre de 1792 - Castello del Catajo, 15 de setembre de 1840) fou una princesa de Sardenya-Piemont de la Casa de Savoia amb el tractament d'altesa reial que es maridà en el si d'una de les cases reials de la península italiana.

## Orígens familiars
Nascuda a Torí el dia 6 de desembre de l'any 1792, filla del rei Víctor Manuel I de Sardenya i de la princesa Maria Beatriu d'Àustria-Este. Fou neta per via paterna del rei Víctor Amadeu III de Sardenya i de la infanta Maria Antònia d'Espanya i per línia materna del duc Ferran III de Mòdena i de la princesa Maria Beatriu d'Este.
Fou neboda dels reis Carles Manuel IV de Sardenya i Carles Fèlix I de Sardenya i germana de Maria Teresa de Savoia, casada amb Carles II de Parma; de Maria Anna de Savoia, casada amb Ferran I d'Àustria i Maria Cristina de Savoia, casada amb Ferran II de les Dues Sicílies.

## Núpcies i descendents
Es casà el dia 20 de juny de l'any 1820 a la ciutat de Càller amb el seu oncle matern, el duc Francesc IV de Mòdena, fill del duc Ferran III de Mòdena i de la princesa Maria Beatriu d'Este. Per tal que es pogués celebrar aquesta unió s'hagué de sol·licitar una dispensa papal.
La parella tingué quatre fills:
- SAIR l'arxiduquessa Maria Teresa d'Àustria-Este, nada a Mòdena el 1817 i morta a Goritz (Àustria) el 1886. Es casà amb el príncep Enric de França, comte de Chambord.
- SAIR el duc Francesc V de Mòdena, nat a Mòdena el 1819 i mort a Viena el 1875. Es casà amb la princesa Adelgunes de Baviera.
- SAIR l'arxiduc Ferran Carles d'Àustria-Este, nat a Mòdena el 1821 i mort a Brno el 1849. Es casà amb l'arxiduquessa Elisabet d'Àustria.
- SAIR l'arxiduquessa Maria Beatriu d'Àustria-Este, nada a Mòdena el 1824 i morta a Graz el 1906. Es casà amb l'infant Joan de Borbó.

Maria Beatriu morí el 15 de setembre de 1840 a la població de Cattajo.